# Капелський Врх
Капелський Врх (словен. Kapelski Vrh) — поселення в общині Раденці, Помурський регіон, Словенія. Висота над рівнем моря: 280,2 м.